# Amorebieta
Amorebieta es una entidad de población española del municipio de Amorebieta-Echano, perteneciente a la provincia de Vizcaya, en la comunidad autónoma del País Vasco.

## Toponimia
El lugar puede aparecer referido como «Amorebieta» y «Zornotza».
La toponimia de Amorebieta proviene de los términos vascos "amor" (pradera o campo) y "bieto" (lugar de encuentro) lo que podría interpretarse como lugar de encuentro en la pradera. Por otro lado Zornotza, el nombre en euskera del municipio, se deriva de "zorno" (alderas o bancos de tierra) y el sufijo -tza, que indica un lugar, por lo que podría traducirse como" lugar de los zornos" o "lugar de las alamedas".

## Historia
Hacia mediados del siglo XIX, el lugar, por entonces una anteiglesia con ayuntamiento propio, tenía contabilizada una población de entre 859 y 1602 habitantes. Aparece descrito en el segundo volumen del Diccionario geográfico-estadístico-histórico de España y sus posesiones de Ultramar de Pascual Madoz con las siguientes palabras:

AMOREBIETA ó ZORNOZA: anteigl. con ayunt. en la prov. de Vizcaya (3 leg. á Bilbao), dióc. de Calahorra (29), aud. terr. de Burgos (26), c. g. de las prov. Vascongadas (9), part. jud. de Durango (2): sit. á la márg. del r. de Durango: clima frio y sano: comprende la felig. de Bernagoitia (V.): las barriadas de Boroa, Dudea y plaza de Zubiaur: bajo el sistema foral era regida por dos fieles con asiento y el 29º voto en las juntas generales de Guernica. La igl. parr. (Sta. María), servida por 8 beneficiados, 5 de entera racion, uno de media, y dos de cuarta, presentados por el cabildo y sindicos de las barriadas, es una de las mejores de Vizcaya, construida de nuevo en los años de 1556 al 1608, en que principió á servir para el culto divino: es un edificio de piedra de silleria arenisca con una nave de 156 pies de long., 62 de lat. y 78 de elevacion, con 6 altares; el mayor concluido en 1773, costó su dorado 220.000 rs.; el coro es suntuoso, buena la silleria, hermoso el órgano, y ricos los ornamentos; sobre su elevada torre, en cuyo remate se halla una cruz de peso de 24 1/2 a. de hierro, hay un buen relox con sonora campana: la sacristia es espaciosa, de buena arquitectura, con balcones y asientos comunes que dan vista al r.: en el pavimento de la igl. hay 156 sepulturas. Junto á la misma igl. estan algunas casas, pero el mayor número de las reunidas se hallan en el punto por donde pasa la carretera de Bilbao á Durango: las hay solares y armeras, como son las de Andrandegui, que se dice es la primitiva en la anteigl.; Garay, Zubiana, Jaúregui, Ibarra, Berma, Aldana, fundada por la de Ascoeta en 824, el palacio del conde de Cancelada, Zornoza, residencia del merino ó juez mayor de la merindad de su nombre, y la de Amorebieta, fundada en el area que hoy ocupa la igl. En el indicado camino está sit. la casa municipal, con escuela costeada por los fondos públicos, y una carniceria recientemente construida. Tambien hay algunas casas modernas de aspecto agradable y cómoda distribucion, y una bien surtida botica. El térm. se estiende á 1 1/2 leg. de N. á S., y 1 1/4 de E. á O.: confina al N. con Morga y Guernica, por E. Ibarruri, al S. Yurreta y al Dima, y al O. Galdacano y Lemona. Le baña el mencionado r. de Durango y varios arroyos que proceden de los Montes de Muniqueta y Gamucio, de cuyas aguas se utilizan 5 ferr. y varios molinos harineros; para el consumo hay fuentes de escelente agua, y las tiene minerales en las denominadas Astepe, Ofrendo y Orguebarrena. El terreno, en lo general montuoso, participa de alguna vega; esta es bastante ligera y de fácil cultivo, al paso que las laderas son arcillosas y duras, pero fértiles. Los caminos estan bien cuidados, asi como el puente de dos arcos y piedra sillar que tiene sobre la indicada carretera, por la cual pasan dos diligencias diarias; la una de Vitoria á Bilbao, y otra de esta v. á la de Vergara; en la temporada de verano pasa otra diligencia para Tolosa por Azpeitia á los baños de Cestona: el correo se recibe de Durango por medio de un peaton. Prod. trigo, maiz, patatas y alguna hortaliza; hay arbolado de castaños y manzanos, y se cultivan los nabos para la ceba del ganado vacuno: se cría tambien lanar y de cerda: la ind. agricola y ferrera, algunos menestrales y las tiendas de géneros de quincalla y confites, contribuyen á la riqueza, de estos hab. Pobl., segun los datos que tenemos á la vista, 345 vec.: 1,602 alm.; pero conforme á la estadistica municipal y matricula catastral 199 de los primeros y 859 de los segundos: riqueza y contr. (V. Vizcaya intendencia.)
(Madoz, 1845, pp. 250-251)

## Geografía humana

### Demografía
| Gráfica de evolución demográfica de Amorebieta entre 1842 y 1950 |
| |
| Población de derecho según los censos de población del INE Población de hecho según los censos de población del INEEntre el censo de 1960 y el anterior, este municipio desaparece porque se agrupa en el municipio 48003 (Amorebieta Echano). |

En la actualidad, pertenece al municipio de Amorebieta-Echano. En 2022, la entidad singular de población tenía empadronados 17 846 habitantes y el núcleo de población, 17 535.